# Bleach/Episodenliste
Diese Episodenliste gibt einen Überblick über die Episoden der Anime-Serie Bleach. Die Serie umfasst bis jetzt 17 Kapitel bzw. Handlungsbögen mit 392  Episoden. Sie basiert auf dem gleichnamigen Manga von Tite Kubo.

## Kapitel 1 – Shinigami-Ersatz
BLEACH 死神代行篇, Bleach: Shinigami Daikō-hen
Die Episoden des ersten Kapitels dienen hauptsächlich zum Anstoß der Handlung und stellen einige der Hauptcharaktere der Serie vor, die ihre besonderen Fähigkeiten entdecken. So lernt der Zuschauer zunächst den Schüler Ichigo Kurosaki und die Shinigami Rukia Kuchiki kennen. Bei einem Konflikt mit einem Hollow – einer Kreatur, welche die Seelen von Menschen verschlingt – sieht sich die unterlegene Rukia gezwungen, ihre Kräfte auf Ichigo zu übertragen. Da dies ein Verstoß gegen die Regeln ihrer Vorgesetzten ist, wird Rukia letztlich gefangen genommen. In der Zwischenzeit wurden Ichigos Schulfreunde Orihime Inoue, Yasutora „Chad“ Sado und Uryū Ishida vorgestellt, die ebenfalls hinter das Geheimnis der für normale Menschen nicht sichtbaren Hollows gekommen sind.
Während des gesamten Kapitels wurde im Vorspann der Titel * – Asterisk (*〜アスタリスク〜) gespielt, der von der japanischen Band Orange Range gesungen wurde. Die ersten 13 Folgen verwendeten im Abspann den Titel Life is Like a Boat von Rie Fu, während die verbliebenen sieben Folgen den Titel Thank You!! (サンキュー!!) von Home Made Kazoku als Abspann verwendeten.
| Nr. | Erstausstrahlung | Titel | Kapitel |
| --- | ---------------- | --- | ------- |
| 1   | 5. Okt. 2004     | Shinigami ni natchatta hi (死神になっちゃった日, dt. „Der Tag, an dem ich ein Shinigami wurde“)                        | 1       |
| 2   | 12. Okt. 2004    | Shinigami no oshigoto (死神のお仕事, dt. „Die Arbeit eines Shinigami“)                                                 | 2–3     |
| 3   | 19. Okt. 2004    | Ani no omoi, imōto no omoi (兄の想い、妹の想い, dt. „Der Wunsch des großen Bruders, der Wunsch der kleinen Schwester“) | 4–6     |
| 4   | 26. Okt. 2004    | Noroi no inko (呪いのインコ, dt. „Der verfluchte Nymphensittich“)                                                      | 7–9     |
| 5   | 2. Nov. 2004     | Mienai teki o nagure! (見えない敵を殴れ!, dt. „Besiege den unsichtbaren Gegner!“)                                      | 9–13    |
| 6   | 9. Nov. 2004     | Shitō! Ichigo vs Ichigo (死闘!一護VSイチゴ, dt. „Kampf um Leben und Tod! Ichigo gegen Ichigo“)                         | 13–15   |
| 7   | 16. Nov. 2004    | Nuigurumi kara KONnichiwa (ぬいぐるみからコンにちは, dt. „Grüße eines Stofflöwen“)                                     | 15–18   |
| 8   | 23. Nov. 2004    | Roku gatsu jūshichi-nichi, ame no kioku (6月17日、雨の記憶, dt. „17. Juni, Erinnerungen im Regen“)                     | 18–20   |
| 9   | 30. Nov. 2004    | Taosenai teki (倒せない敵, dt. „Der unbesiegbare Gegner“)                                                              | 20–25   |
| 10  | 7. Dez. 2004     | Burari reijō totsugeki no tabi! (ぶらり霊場突撃の旅!, dt. „Störung auf heiligem Boden!“)                               | 27–32   |
| 11  | 14. Dez. 2004    | Densetsu no Kuinshī (伝説のクインシー, dt. „Der Legendäre Quincy“)                                                     | 33–36   |
| 12  | 21. Dez. 2004    | Yasashii migiude (やさしい右腕, dt. „Der Arm der Gerechtigkeit“)                                                       | 36–40   |
| 13  | 28. Dez. 2004    | Hana to horō (花とホロウ, dt. „Blumen und Hollows“)                                                                    | 41–45   |
| 14  | 11. Jan. 2005    | Senaka awase no shitō! (背中合わせの死闘!, dt. „Rücken an Rücken, ein Kampf bis zum Tod!“)                             | 46–50   |
| 15  | 18. Jan. 2005    | Kon no UHAUHA daisakusen (コンのウハウハ大作戦, dt. „Kons großartiger Plan“)                                           | 51      |
| 16  | 25. Jan. 2005    | Abarai Renji, kenzan! (阿散井恋次、見参!, dt. „Die Begegnung: Abarai Renji!“)                                          | 52–55   |
| 17  | 1. Feb. 2005     | Ichigo, shisu! (一護、死す!, dt. „Ichigo stirbt!“)                                                                     | 55–57   |
| 18  | 8. Feb. 2005     | Torimodose! Shinigami no chikara! (取り戻せ! 死神の力!, dt. „Erlange sie wieder! Die Kraft eines Shinigami!“)          | 58–62   |
| 19  | 15. Feb. 2005    | Ichigo, horō ni ochiru! (一護、ホロウに墜ちる!, dt. „Ichigo wird zum Hollow!“)                                         | 62–64   |
| 20  | 22. Feb. 2005    | Ichimaru Gin no kage (市丸ギンの影, dt. „Der Schatten von Ichimaru Gin“)                                               | 65–70   |

## Kapitel 2 – Heimliches Betreten der Soul Society
BLEACH 尸魂界潜入篇, Bleach: Sōru Sosaeti Sennyū-hen
Im zweiten Kapitel versuchen Ichigo, Uryū, Orihime, Chad und Yoruichi in die Soul Society (Seireitei) zu gelangen, wo Rukia festgehalten wird und ihre Todesstrafe erwartet. Dazu begeben sie sich zunächst nach Rukongai, wo sich die normalen Geister der Toten aufhalten. Dabei schlägt der Versuch des frontalen Eintritts durch das Haupttor jedoch fehl, da sie von Gin Ichimaru hinausgeworfen werden und das Tor anschließend verschlossen bleibt. So suchen sie in Rukongai nach einer weiteren Möglichkeit, nach Seireitei zu gelangen. Yoruichi ersucht dazu Hilfe bei Ganjus Schwester, Kūkaku Shiba, die einwilligt, sie mit einer Kanone ins Seireitei zu befördern. So sind sie aber zunächst dazu gezwungen, die Konzentration spiritueller Energie zu erlernen, da sie sonst den Abschuss und die Landung nicht überleben würden. Gleichzeitig rückt die Frist für Rukias Hinrichtung näher, die nur noch 14 Tage beträgt.
Nach geglücktem Abschuss und nicht ganz perfekter Landung gelangen die Freunde ins Seireitei, werden aber teilweise voneinander getrennt. Auf der Suche nach Rukia begegnen sie einzelnen Shinigami, die sich ihnen in den Weg stellen. Dabei gelingt es ihnen, die ersten Kämpfe für sich zu entscheiden. Im Verlauf treffen sie aber auf immer härtere Gegner. So gelingt es Ichigo nur knapp Renji Abarai, den ehemaligen Kindheitsfreund von Rukia, zu besiegen, der sich ihm letztlich sogar anschließt. Während Ichigo und seine Freunde sich noch in weitere Kämpfe gegen die Shinigami verwickeln, täuscht Kommandant Sōsuke Aizen seinen Tod vor und nutzt zusammen mit seinen Anhängern die Ablenkung für seine dunklen Machenschaften aus.
Ichigo sieht sich derweil mit Kenpachi Zaraki, dem Kommandanten der 11. Division, konfrontiert. Der lang andauernde Kampf endet schließlich mit einem Unentschieden. Yoruichi, die zuvor die Form einer Katze angenommen hatte, zeigt Ichigo schließlich ihre wahre Gestalt und es stellt sich heraus, dass sie eine ehemalige Kommandantin im Seireitei war. Sie überreicht Ichigo ein Gerät, mit dem er fliegen kann. Damit rettet er Ganju und Hanatarō, die Byakuya, dem Adoptivbruder von Rukia und Kommandanten der 6. Kompanie, nicht gewachsen sind. Bevor der Kampf zwischen Ichigo und Byakuya in die heiße Phase gerät, wird Byakuya von Yoruichi gestoppt.
Das Kapitel besaß zwei Vorspannlieder. Dies war der bereits im ersten Kapitel genutzte Titel * – Asterisk von Orange Range, der für die ersten fünf Folgen verwendet wurde. Die restlichen Folgen wurden mit einem neuen Vorspann versehen, der D-tecnoLife von Uverworld als Titelmusik verwendete. Ebenfalls wurde zunächst der Abspann des vorherigen Kapitels, Thank You!! von Home Made Kazoku, übernommen, der ab Episode 26 von Younhas Hōkiboshi (ほうき星, auch bekannt unter der englischen Übersetzung “Shooting Star”) abgelöst wurde. Die Musik des Abspanns wechselte erneut ab der 39. Folge. So wurde happypeople von Skoop on Somebody für die restlichen Folgen des Kapitels verwendet.
| Nr. | Erstausstrahlung | Titel | Kapitel |
| --- | ---------------- | --- | ------- |
| 21  | 1. März 2005     | Totsunyū! Shinigami no sekai (突入!死神の世界, dt. „Plötzlicher Auftritt! Die Welt der Shinigami“ (a))            | 71–74   |
| 22  | 8. März 2005     | Shinigami o nikumu otoko (死神を憎む男, dt. „Der Mann, der Shinigami hasst“)                                      | 74–78   |
| 23  | 15. März 2005    | Rukia shokei, jūyokka mae (ルキア処刑,14日前, dt. „14 Tage vor Rukias Hinrichtung“)                               | 78–79   |
| 24  | 22. März 2005    | Kesshū! Gotei jūsantai (結集!護廷13隊, dt. „Versammlung! Die 13 Abteilungen“)                                     | 80–82   |
| 25  | 29. März 2005    | Kyodai hōdan de chūō toppa? (巨大砲弾で中央突破?, dt. „Ans Ziel mit einer riesigen Kanonenkugel?“)                | 83–85   |
| 26  | 5. Apr. 2005     | Kessei! Saiaku no taggu (結成! 最悪のタッグ, dt. „Gründung! Das schlimmste Tag Team“)                             | 85–87   |
| 27  | 12. Apr. 2005    | Hissatsu no ichigeki o hanate! (必殺の一撃を放て!, dt. „Löse den tödlichen Schlag aus!“)                          | 88–89   |
| 28  | 19. Apr. 2005    | Nerawareta Orihime (狙われた織姫, dt. „Orihime im Visier“)                                                        | 89–91   |
| 29  | 26. Apr. 2005    | Toppase yo! Shinigami hōimō (突破せよ! 死神包囲網, dt. „Durchbruch! Das riesige Netz der Shinigamis“)             | 92–93   |
| 30  | 3. Mai 2005      | Tachihadakaru Renji (立ちはだかる恋次, dt. „Konfrontation mit Renji“)                                             | 94–95   |
| 31  | 10. Mai 2005     | Kiru tame no kakugo (斬る為の覚悟, dt. „Die Entschlossenheit zu töten“)                                           | 96–97   |
| 32  | 17. Mai 2005     | Hoshi to norainu (星と野良犬, dt. „Von Sternen und Vagabunden“)                                                   | 98      |
| 33  | 24. Mai 2005     | Kiseki! Nazo no shinhīrō (奇跡!謎の新ヒーロー, dt. „Wunder! Der mysteriöse neue Held“)                            | – (b)   |
| 34  | 31. Mai 2005     | Yoake no sangeki (夜明けの惨劇, dt. „Tragödie bei Tagesanbruch“)                                                  | 99–100  |
| 35  | 7. Juni 2005     | Aizen ansatsu! Shinobiyoru yami (藍染暗殺!忍び寄る闇, dt. „Attentat auf Aizen! Die heranschleichende Dunkelheit“) | 101–102 |
| 36  | 14. Juni 2005    | Zaraki Kenpachi semaru! (更木剣八、迫る!, dt. „Zaraki Kenpachi erscheint!“)                                       | 103–104 |
| 37  | 21. Juni 2005    | Kobushi no riyū (拳の理由, dt. „Der Grund der Fäuste“)                                                            | 105–107 |
| 38  | 28. Juni 2005    | Zettai zetsumei! Orareta Zangetsu (絶対絶命! 折られた斬月, dt. „Absolute Verzweiflung! Das zerbrochene Zangetsu“) | 108–110 |
| 39  | 5. Juli 2005     | Fujimi no otoko (不死身の男, dt. „Der Unsterbliche“)                                                              | 110–113 |
| 40  | 12. Juli 2005    | Ganju no mita shinigami (岩鷲の見た死神, dt. „Der Shinigami den Ganju traf“)                                      | 114–115 |
| 41  | 19. Juli 2005    | Saikai, Ichigo to Rukia (再会、一護とルキア, dt. „Wiedersehen, Ichigo und Rukia“)                                 | 116–117 |

## Kapitel 3 – Rettung aus der Soul Society
BLEACH 尸魂界救出篇, Bleach: Sōru Sosaeti Kyūshutsu-hen
| Nr. | Erstausstrahlung | Titel | Kapitel |
| --- | ---------------- | --- | ------- |
| 42  | 26. Juli 2005    | Shunjin Yoruichi, mau! (瞬神夜一、舞う!, dt. „Yoruichi, die Göttin des Blitzes, tanzt!“)                                                                               | 118–119 |
| 43  | 2. Aug. 2005     | Hiretsu na shinigami (卑劣な死神, dt. „Der niederträchtige Shinigami“)                                                                                                 | 120–123 |
| 44  | 9. Aug. 2005     | Ishida, kyokugen no chikara! (石田、極限の力!, dt. „Ishida, Kraft am Limit!“)                                                                                          | 124–126 |
| 45  | 16. Aug. 2005    | Genkai o koero! (限界を越えろ!, dt. „Hinausgehen über das Limit!“) | 126–128 |
| 46  | 23. Aug. 2005    | Jitsuroku! Shinigami no gakkō (実録! 死神の学校, dt. „Authentischer Bericht! Schule der Shinigami“)                                                                    | 129     |
| 47  | 30. Aug. 2005    | Adautsu monotachi (仇討つ者たち, dt. „Die Rächer“) | 130–131 |
| 48  | 6. Sep. 2005     | Hitsugaya, hoeru! (日番谷、吼える!, dt. „Hitsugaya, heult!“) | 132–133 |
| 49  | 13. Sep. 2005    | Rukia no akumu (ルキアの悪夢, dt. „Rukias Alptraum“) | 134–136 |
| 50  | 20. Sep. 2005    | Yomigaeru shishi (よみがえる獅子, dt. „Wiedererwachender Löwe“) | –       |
| 51  | 27. Sep. 2005    | Shokei no asa (処刑の朝, dt. „Hinrichtung in der Morgendämmerung“) | 137–139 |
| 52  | 4. Okt. 2005     | Renji, tamashii no chikai! Byakuya to no shitō (恋次、魂の誓い! 白哉との死闘, dt. „Renji, Schwur der Seele! Kampf auf Leben und Tod mit Byakuya“)                      | 140–144 |
| 53  | 4. Okt. 2005     | Ichimaru Gin no yūwaku, kuzusareta kakugo (市丸ギンの誘惑、崩された覚悟, dt. „Ichimaru Gins Versuchung, zerstörte Bereitschaft“)                                       | 145–148 |
| 54  | 18. Okt. 2005    | Hatasareru chikai! Rukia dakkan naruka! (果たされる誓い! ルキア奪還なるか, dt. „Ein Vollendeter Eid! Bring Rukia zurück“)                                              | 149–152 |
| 55  | 25. Okt. 2005    | Saikyō no shinigami! Kyūkyoku no shitei taiketsu (最強の死神! 究極の師弟対決, dt. „Die Stärksten Shinigami! Die ultimative Konfrontation zwischen Lehrer und Schüler“) | 153–155 |
| 56  | 1. Nov. 2005     | Chōsoku no tatakai! Bu no megami, kessu (超速の戦い! 武の女神、決す, dt. „Hochgeschwindigkeits Schlacht! Bestimme die Göttin des Kampfes“)                             | 156–158 |
| 57  | 8. Nov. 2005     | Senbonzakura, funsai! Ten o tsuku zangetsu (千本桜、粉砕! 天を衝く斬月, dt. „Senbonzakura, zerschmettert! Zangetsu stößt in den Himmel“)                               | 159–161 |
| 58  | 15. Nov. 2005    | Kaihō! Kuroki yaiba, kiseki no chikara (開放! 黒き刃、奇跡の力, dt. „Befreie! Die schwarze Klinge, die übernatürliche Stärke“)                                         | 161–163 |
| 59  | 22. Nov. 2005    | Shitō kecchaku! Shiroki hokori to kuroki omoi (死闘決着! 白き誇りと黒き想い, dt. „Das Ergebnis des tödlichen Kampfes! Der weiße Stolz und der schwarze Wille“)         | 163–167 |
| 60  | 6. Dez. 2005     | Zetsubō no shinjitsu, furiorosareta kyōjin (絶望の真実、振り下ろされた凶刃, dt. „Die Wahrheit der Verzweiflung, der Dolch des Mörders ist geschwungen“)                | 168–171 |
| 61  | 13. Dez. 2005    | Aizen, tatsu! Osorubeki yabō (藍染、立つ! 恐るべき野望, dt. „Aizen steht! Die schrecklichen Ambitionen“)                                                               | 172–175 |
| 62  | 20. Dez. 2005    | Shūketsuseyo! Saikyō no shinigami shūdan (集結せよ! 最強の死神集団, dt. „Versammelt! Die Gruppe der stärksten Shinigamis“)                                             | 176–179 |
| 63  | 10. Jan. 2006    | Rukia no ketsui, Ichigo no omoi (ルキアの決意、一護の想い, dt. „Rukias Entscheidung, Ichigos Erinnerungen“)                                                            | 180–182 |

## Kapitel 4 – Bount
BLEACH バウント篇, Bleach: Baunto-hen
Das 4. Kapitel von Bleach behandelt Geschehnisse, die im Manga nicht behandelt werden und wird auch „Filler“ genannt. Die Handlung beginnt mit dem Auftauchen der sogenannten „Bount“, einer Spezies, die durch das Absorbieren menschlicher Seelen unsterblich werden können. Hierbei hielten diese sich bisher an die eiserne Regel, niemals lebende Seelen, sondern nur tote zu absorbieren. Da das Absorbieren lebender Seelen einen Bount jedoch erheblich stärker werden lässt, bricht Jin Kariya zusammen mit einer Gruppe Untergebener diesen Kodex. Die Soul Society und eine Gruppe um Ichigo Kurosaki bemerken dies und beginnen ihre Jagd auf die nun zur Gefahr gewordenen Bount.
Als Vorspannlieder wurden in diesem Kapitel zum einen der schon im dritten Kapitel zum Einsatz gekommene Song „Ichirin no Hana“ der Band HIGH and MIGHTY COLOR und zum anderen ab Folge 75 „Tonight, Tonight, Tonight“ der japanischen Rockband Beat Crusaders. In diesem Kapitel wird von Anfang an ein neues Ending-Theme, nämlich „My Pace“ von SunSet Swish verwendet, im Abspann sieht man ausschließlich die „Filler-Charaktere“ des Bount-Kapitels, also jene Charaktere, die nur in den Kapiteln 4 und 5 (der „Bount-Saga“) vorkommen. Der zweite, ab Folge 75 benutzte Abspann verwendet „Hanabi“ der Band Ikimono-gakari. Der dritte und letzte Abspann, welcher ab Folge 87 eingesetzt wurde, benutzt den Song „Movin!!“ von Takacha.
| Nr. | Erstausstrahlung | Titel | Kapitel |
| --- | ---------------- | --- | ------- |
| 64  | 17. Jan. 2006    | Shingakki, gense ni Renji ga yatte kita!? (新学期、現世に恋次がやって来た!?), dt. „Neues Schuljahr, Renji kommt ins Diesseits?“                                                                      | –       |
| 65  | 24. Jan. 2006    | Shinobi yoru kyōfu, nibanme no giseisha (忍び寄る恐怖,２番目の犠牲者), dt. „Schleichender Terror, das zweite Opfer“                                                                                  | –       |
| 66  | 31. Jan. 2006    | Toppa seyo! Meikyū ni hisomu wana (突破せよ！迷宮に潜む罠), dt. „Durchbruch! Die versteckte Falle im Labyrinth“                                                                                      | –       |
| 67  | 7. Feb. 2006     | Shi no gēmu! Kieru kurasumeito (死のゲーム！消えるクラスメイト), dt. „Todesspiel! Die verschwundenen Klassenkameraden“                                                                               | –       |
| 68  | 14. Feb. 2006    | Akuma no shōtai, akasareta himitsu (悪魔の正体、明かされた秘密), dt. „Die wahre Gestalt des Teufels, das Geheimnis, das aufgedeckt wird“ (a)                                                         | –       |
| 69  | 14. Feb. 2006    | Baunto! Tamashī o karu mono tachi (バウント！魂を狩る者たち), dt. „Bount! Die Seelenjäger“ | –       |
| 70  | 21. Feb. 2006    | Rukia no kikan! Daikō chīmu fukkatsu (ルキアの帰還！代行チーム復活), dt. „Rukias Rückkehr! Wiedergeburt des Erzatz-Teams!“                                                                           | –       |
| 71  | 7. März 2006     | Gekitotsu no toki! Kuinshī ni semaru ma no te (激突の時！クインシーに迫る魔の手), dt. „Der Moment des Zusammenstoßes! Eine teuflische Hand nähert sich dem Quincy“                                   | –       |
| 72  | 14. März 2006    | Mizu no kōgeki! Tozasareta byōin kara no dasshutsu (水の攻撃！閉ざされた病院からの脱出), dt. „Wasserangriff! Flucht vor dem stillstehenden Krankenhaus“                                              | –       |
| 73  | 28. März 2006    | Baunto shūketsu! Ugoki dasu otoko (場運と集結！動き出す男), dt. „Sammlung der Bount! Der Mann, der seinen Zug macht.“ (a)                                                                            | –       |
| 74  | 28. März 2006    | Eien o ikiru ichizoku no kioku (永遠を生きる一族の記憶), dt. „Erinnerungen des ewig lebenden Clans“                                                                                                  | –       |
| 75  | 4. Apr. 2006     | Jūichibantai gekishin! Yomigaetta shinigami (十一番隊激震！よみがえった死神), dt. „Erschütterndes Ereignis in der 11. Division! Der wiederaufstehende Shinigami.“ (a)                                | –       |
| 76  | 4. Apr. 2006     | Chikara no gekitotsu! Furīdo vs Zangetsu (力の激突！フリードVS斬月), dt. „Aufprall der Kräfte! Frido vs. Zangetsu“                                                                                   | –       |
| 77  | 11. Apr. 2006    | Kienu onnen! Kenpachi ga kitta shinigami (消えぬ怨念！剣八が斬った死神), dt. „Der verschollene Groll! Der Shinigami, der von Kenpachi getötet wurde“                                                 | –       |
| 78  | 2. Mai 2006      | Gotei jūsantai kyōgaku!! Rekishi ni uzumoreta shinjitsu (護廷十三隊驚愕!! 歴史に埋もれた真実), dt. „Schockierende Enthüllungen der Gotei 13!! Die Wahrheit, die aus der Geschichte ausgelassen wird“ | –       |
| 79  | 9. Mai 2006      | Yoshino, shi o kaketa omoi (芳野、死をかけた想い), dt. „Yoshinos Entscheidung zu sterben“ | –       |
| 80  | 16. Mai 2006     | Kyōteki no kyūshū! Chiisana saishū bōei sen!? (強敵の急襲! 小さな最終防衛線!?), dt. „Überraschungsangriff eines starken Feindes! Eine winzige, letzte Linie der Verteidigung!?“                      | –       |
| 81  | 23. Mai 2006     | Hitsugaya ugoku! Osowareta machi (日番谷動く！襲われた街), dt. „Hitsugaya bewegt sich! Die angegriffene Stadt“                                                                                       | –       |
| 82  | 30. Mai 2006     | Ichigo VS Daruku! Shirakigami no shutsugen (一護VSダルク！白き闇の出現), dt. „Ichigo vs. Dalk! Erscheinung der bleichenden Dunkelheit“                                                               | –       |
| 83  | 6. Juni 2006     | Haiiro no kage, dōru no himitsu (灰色の影、ドールの秘密), dt. „Grauer Schatten, das Geheimnis der Dolls“                                                                                             | –       |
| 84  | 13. Juni 2006    | Daikō chīmu bunretsu? Uragitta Rukia (代行チーム分裂？裏切ったルキア), dt. „Trennung des Ersatzteams? Rukias Verrat“ (a)                                                                             | –       |
| 85  | 13. Juni 2006    | Namida no shitō! Rukia VS Orihime (涙の死闘！ルキアVS織姫), dt. „Tränenhafter Todeskampf! Rukia vs. Orihime“                                                                                         | –       |
| 86  | 20. Juni 2006    | Rangiku, mau! Mienai teki o kire! (乱菊舞う！見えない敵を斬れ), dt. „Rangiku tanzt! Schneide den unsichtbaren Gegner durch!“                                                                         | –       |
| 87  | 4. Juli 2006     | Byakuya shōshū! Ugokidasu gotei jūsantai (白哉召集！動き出す護廷十三隊), dt. „Byakuya einberufen! Gotei 13 beginnt zu verteidigen“                                                                   | –       |
| 88  | 11. Juli 2006    | Fukutaichō zenmetsu!? Chika dōkutsu no wana (副隊長全滅!?地下洞窟の罠), dt. „Auslöschung der Vizekommandanten?! Falle in der unterirdischen Höhle“                                                   | –       |
| 89  | 18. Juli 2006    | Saisen!? Ishida VS Nemu (再戦!?石田VSネム), dt. „Rückkampf?! Ishida vs. Nemu“ | –       |
| 90  | 25. Juli 2006    | Abarai Renji, tamashii no bankai! (阿散井恋次、魂の卍解), dt. „Renji Abarai, Bankai der Seele“ | –       |
| 91  | 1. Aug. 2006     | Shinigami to kuinshī, yomigaeru chikara (死神とクインシー、よみがえる力), dt. „Shinigami und Quincy, die wiederbelebende Kraft“                                                                      | –       |

## Kapitel 5 – Bount: Angriff auf die Soul Society
BLEACH バウント・尸魂界強襲篇, Bleach: Baunto Sōru Sosaeti Kyōshū-hen
Kapitel 5 ist die inhaltlich nahtlose Fortsetzung des vierten Kapitels und erzählt die zweite Hälfte der sogenannten „Bount-Saga“ (auch Bount-Arc). Die Bount sind mittlerweile in die Soul Society eingedrungen und halten sich am Anfang des Kapitels im Außenbezirk „Rukongai“ auf, um von dort mithilfe der dort lebenden Seelen nach Seireitei, den inneren, von Shinigami bewohnten Bezirk, zu gelangen. Im japanischen Fernsehen lief dieses Kapitel vom 8. August 2006, ohne Pause an das 4. Kapitel angeschlossen, bis zum 4. Januar 2007.
Das Vorspannlied dieses Kapitels war anfangs, wie schon in Kapitel 4 „Tonight, Tonight, Tonight“ von den Beat Crusaders und wurde ab Folge 98 zu „Rolling Star“ von der japanischen Singer-Songwriterin Yui. Die Ending-Themes, welche in diesem Kapitel im selben Rhythmus wie die Openings gewechselt wurden, waren der in Kapitel 4 ebenfalls verwendete Song „Movin!!“ von Takacha sowie „Baby it’s You“, gespielt von der japanischen R&B-Sängerin JUNE.
| Nr. | Erstausstrahlung | Titel | Kapitel |
| --- | ---------------- | --- | ------- |
| 92  | 8. Aug. 2006     | Shinigami sekai e no totsunyū, futatabi (死神世界への突入、再び), dt. „Einstürmen in der Welt der Shinigamis, mal wieder“                                     | –       |
| 93  | 15. Aug. 2006    | Baunto kyōshū! Gekishin no gotei jūsantai (バウンド強襲！激震の護廷十三隊), dt. „Überfall der Bount! Das Chaos in der Gotei 13“                               | –       |
| 94  | 22. Aug. 2006    | Hitsugaya no ketsui! Gekitotsu no tokisemaru (日番谷の決意！激突の時迫る), dt. „Hitsugayas Entschluss! Die Konfrontation steht bevor“                         | –       |
| 95  | 5. Sep. 2006     | Byakuya shutsujin! Kaze o saku sakura no mai (白哉出陣！風を裂く桜の舞), dt. „Byakuya bricht ins Feld auf! Tanz der zerstreuenden Kirschblüten im Wirbelwind“ | –       |
| 96  | 12. Sep. 2006    | Ichigo・Byakuya・Kariya, sankyoku no tatakai! (一護・白哉・狩矢、三極の戦い !), dt. „Ichigo, Byakuya, Kariya, Schlacht der drei Extremen!“                    | –       |
| 97  | 19. Sep. 2006    | Hitsugaya Shutsugeki! Mori no naka no teki o kire! (日番谷出撃！森の中の敵を斬れ), dt. „Hitsugaya setzt ein! Hacke den Feind im Innern des Waldes ab!“        | –       |
| 98  | 4. Okt. 2006     | Gekitotsu! Zaraki Kenpachi VS Ichinose Maki (激突！更木剣八VS一之瀬真樹), dt. „Kollision! Kenpachi Zaraki vs Maki Ichinose“                                   | –       |
| 99  | 11. Okt. 2006    | Shinigami VS shinigami! Bōsō suru chikara (死神VS死神！暴走する力), dt. „Shinigami vs Shinigami! Die außer Kontrolle geratene Stärke“                         | –       |
| 100 | 18. Okt. 2006    | Soifon shisu? Onmitsukidō no saigo (砕蜂死す？隠密機動の最後), dt. „Soifon stirbt? Die Letzte der Spezialeinheiten“                                           | –       |
| 101 | 1. Nov. 2006     | Mayuri bankai!! Sawatari・Akuma no gekitotsu (マユリ卍解!!沢渡・悪魔の激突), dt. „Mayuris Bankai!! Sawatari・teuflische Kollision“                            | –       |
| 102 | 8. Nov. 2006     | Saigo no kuinshī! Bōhatsu suru chikara (最後のクインシー！暴発する力), dt. „Der letzte Quincy! Die explodierende Kraft“                                       | –       |
| 103 | 15. Nov. 2006    | Ishida, genkai o koete ute! (石田、限界を超えて撃て!), dt. „Ishida, überschreitet das Limit für den Angriff“                                                  | –       |
| 104 | 22. Nov. 2006    | Shitō jū ban tai! Hyōrinmaru o hanate (死闘十番隊！氷輪丸を放て), dt. „Der Todeskampf der 10. Division! Der Erweckung des Hyōrinmaru“                         | –       |
| 105 | 29. Nov. 2006    | Kariya! Bakuhatsu e no kauntodaun (狩矢！爆発へのカウントダウン), dt. „Kariya! Der Countdown für die Explosion“                                               | –       |
| 106 | 6. Dez. 2006     | Inochi to fukushū! Ishida, kyūkyoku no sentaku (命と復讐！石田、究極の選択), dt. „Leben und Rache! Ishida, die letzte Wahlentscheidung“                       | –       |
| 107 | 13. Dez. 2006    | Furiorosareta ha! Hametsu no shunka (振り下ろされた刃！破滅の瞬間), dt. „Die geschwungene Klinge! Der Augenblick der Zerstörung“                              | –       |
| 108 | 20. Dez. 2006    | Dōkoku no baunto! Saigo no gekitotsu (慟哭のバウント！最後の激突), dt. „Der jammernde Bount! Die letzte Konfrontation“                                        | –       |
| 109 | 4. Jan. 2007     | Ichigo to Rukia, kaiten suru omoi (一護とルキア、廻天する想), dt. „Ichigo und Rukia, rotierende Gedanken“                                                     | –       |

## Kapitel 6 – Arrancar: Die Ankunft
BLEACH 破面･出現篇, Bleach: Arankaru Shutsugen-hen
Das 6. Kapitel von Bleach setzt am Ende der Handlung von Kapitel 3 an und führt damit die Hauptgeschichte um Aizens Verrat weiter. Sie beginnt mit der Ankunft der sogenannten „Arrancar“, Hollows, die teilweise Fähigkeiten eines Shinigami angenommen haben und damit das Gegenstück zu Vizard sind, welche als Shinigami einige Eigenschaften der Hollow übernehmen konnten und dadurch stärker wurden. Ebendiese lernt Ichigo am Anfang des Kapitels auch kennen und findet heraus, dass er ein Vizard geworden ist, als er von Kisuke Urahara erneut zu einem Shinigami gemacht wurde. Die Arrancar, welche fast vollständig unter Aizens Kontrolle stehen und von denen die 10 Stärksten unter dem Namen „Espada“ zusammengeschlossen sind, tauchen in Karakura Town auf und sorgen dort für Unruhe. Der Rest des Kapitels behandelt erste Begegnungen mit schwachen Arrancar, sogenannten Numeros, und den Schutz der Stadt, für den eine Gruppe Shinigami von der Soul Society in die Menschenwelt geschickt wurde.
Im japanischen Ausstrahlungsrhythmus wurde die Sendung von TV Tokyo ab diesem Kapitel von Mittwoch auf Donnerstag verlegt. Als Vorspannlieder wurden neben dem bereits in der Bount-Saga verwendeten „Rolling Star“ von Yui bis zur Folge 120 auch der Song „Alones“ von Aqua Timez benutzt. Der Abspann wurde bis Folge 121 von Mai Hoshimuras „Sakura Biyori“ danach von „Tsumasaki“ von Ore Ska Band begleitet. Die letzten vier Folgen dieses Kapitels sind „Filler“ und gehören nicht zur Haupthandlung.
| Nr. | Erstausstrahlung | Titel | Kapitel |
| --- | ---------------- | --- | ------- |
| 110 | 10. Jan. 2007    | Daikōgyō saikai! Kyōfu no tenkōsei (代行業再開！恐怖の転校生), dt. „Wiedereröffnung des Ersatzshinigami-Geschäfts! Der furchterregende neue Schüler“        | 183–185 |
| 111 | 17. Jan. 2007    | Kyōgaku! Oyajitachi no shōtai (驚愕！親父達の正体), dt. „Schock! Die wahren Gesichter der Väter“                                                            | 186–187 |
| 112 | 24. Jan. 2007    | Tatakai no Hajimari, Vaizādo to Arankaru (戦いの始まり、仮面の軍勢と破面), dt. „Der Beginn des Krieges, Vizard und Arrancar“                                | 188–190 |
| 113 | 31. Jan. 2007    | Sekai hōkai e no jokyoku, arankaru shūrai (世界崩壊への序曲、アランカル襲来!), dt. „Auftakt zu der Apokalypse, die Arrancar-Offensive“                      | 190–192 |
| 114 | 7. Feb. 2007     | Saikai, Ichigo to Rukia to shinigami tachi (再会、一護とルキア), dt. „Die Wiederbegegnung: Ichigo, Rukia und die Shinigami“                                 | 192–195 |
| 115 | 14. Feb. 2007    | Tokumei! Yatte kita Shinigamitachi (特命！やってきた死神たち), dt. „Die Mission! Die Shinigami sind gekommen“                                               | 196–197 |
| 116 | 21. Feb. 2007    | Ashiki hitomi, Aizen futatabi (悪しき瞳、藍染再び), dt. „Das böse Auge, erneut Aizen“                                                                       | 198     |
| 117 | 28. Feb. 2007    | Rukia sentō kaishi! Kōritsuku shiroi yaiba (ルキア戦闘開始！凍りつく白い刃), dt. „Rukias Kampf beginnt! Das weiße, einfrierende Schwert“                    | 199–202 |
| 118 | 7. März 2007     | Ikkaku bankai! Subete o kudaku chikara (一角卍解！全てを砕く力), dt. „Ikkakus Bankai! Die Macht, die alles bricht“                                          | 203–205 |
| 119 | 21. März 2007    | Zaraki Tai Hiwa! Tsuite iru Otokotachi (更木隊秘話!ツイている男たち), dt. „Die geheime Geschichte von Zarakis Truppe! Die glücklichen Männer“               | 206     |
| 120 | 28. März 2007    | Hitsugaya Chiru! Kudaketa Hyōrinmaru (日番谷散る!砕けた氷輪丸), dt. „Hitsugaya ist außer sich! Das zerstörte Hyōrinmaru“                                    | 207–209 |
| 121 | 11. Apr. 2007    | Gekitotsu! Mamoru mono VS Kōmuru mono (激突!護る者VS被る者), dt. „Konfrontation! Die beschützende Person vs. die leidende Person“                           | 210–213 |
| 122 | 18. Apr. 2007    | Vaizādo! Mezameshi Monotachi no Chikara (ヴァイザード!目覚めし者たちの力), dt. „Vizard! Die Macht der Erwachten“                                            | 213–215 |
| 123 | 25. Apr. 2007    | Ichigo, Kanzen Horō-ka!? (一護、完全ホロウ化!?), dt. „Ichigo, Komplett-Hollowfikation!?“                                                                    | 216–218 |
| 124 | 2. Mai 2007      | Gekitotsu! Kuroi Bankai to Shiroi Bankai (激突!黒い卍解と白い卍解), dt. „Kollision! Schwarzes Bankai und weißes Bankai“                                     | 219–220 |
| 125 | 9. Mai 2007      | Kinkyū Hōkoku! Aizen no Osorubeki Keikaku! (緊急報告!藍染の恐るべき計画), dt. „Eilmeldung! Aizens erschreckender Plan“                                      | 221–223 |
| 126 | 16. Mai 2007     | Uryū VS Ryūken! Gekitotsu Kuinshī Oyako (雨竜VS竜弦!激突クインシー親子), dt. „Uryū vs. Ryūken! Eltern-Kind-Streit der Quincys“                              | 224–226 |
| 127 | 30. Mai 2007     | Urahara no Ketsudan, Orihime no Omoi (浦原の決断、織姫の想い), dt. „Uraharas Entscheidung, Orihimes Gedanken“                                               | 227–229 |
| 128 | 6. Juni 2007     | Akumu no Arankaru! Hitsugayatai Shutsugeki (悪夢のアランカル!日番谷隊出撃), dt. „Der Albtraum-Arrancar! Team Hitsugaya zieht aus“                           | –       |
| 129 | 13. Juni 2007    | Maiorita Yami no Shisha! Zōshoku suru Akui (舞い降りた闇の使者!増殖する悪意), dt. „Die herabstürzende Landung des dunklen Boten! Die Ausbreitung des Bösen“ | –       |
| 130 | 20. Juni 2007    | Mienai Teki! Hitsugaya, Hijō na Ketsudan (見えない敵!日番谷、非情な決断), dt. „Der unsichtbare Feind! Hitsugayas unbarmherzige Entscheidung“                | –       |
| 131 | 27. Juni 2007    | Rangiku no Namida, Kanashiki Kyōdai no Wakare (乱菊の涙、哀しき兄妹の別れ), dt. „Rangikus Tränen, die tränenvolle Trennung von Bruder und Schwester“        | –       |

## Kapitel 7 – Arrancar: Einreise in Hueco Mundo
BLEACH 破面・虚圏 潜入篇, Bleach: Arankaru Weko Mundo Sennyū-hen
Das 7. Kapitel von Bleach beginnt mit 6 weiteren Füllfolgen, die den am Ende des 6. Kapitels begonnenen „Filler-Block“ weiterführen und beginnt danach mit der Wiedereröffnung der Hauptgeschichte. Dabei behandelt das Kapitel die Reise von Ichigo und einigen Freunden nach Hueco Mundo, das Reich Aizens, in dem Orihime gefangen gehalten wird. Außerdem erzählt das Kapitel Ichigos Treffen auf Nel (ネル・トゥ, Neru Tu), eine kindliche Arrancar, die den Beweis dafür darstellt, dass nicht alle Arrancar grundsätzlich seine Feinde sind. Als Vorspannlied wurde für die ersten zwölf Episoden „Alones“ von Aqua Timez weiter verwendet, die übrigen Folgen begannen mit „After Dark“ von der Asian Kung Fu Generation. Für den Abspann wurde bis Folge 143 der Song „Daidai“ von Chatmonchy verwendet, die restlichen Episoden endeten mit „Tane wo Maku Hibi“ (種をまく日々) von Kousuke Atari.
| Nr. | Erstausstrahlung | Titel | Kapitel |
| --- | ---------------- | --- | ------- |
| 132 | 4. Juli 2007     | Hitsugaya to Karin to sakkā bōru (日番谷と夏梨とサッカーボール), dt. „Hitsugaya, Karin und Fußball“                                              | –       |
| 133 | 11. Juli 2007    | Ikkaku, nekketsu kendō monogatari (一角、熱血剣道物語), dt. „Ikkaku, heißblütige Kendo-Geschichte“                                               | –       |
| 134 | 18. Juli 2007    | Utsukushiki patishie, Yumichika! (美しきパティシエ、弓親!), dt. „Yumichika, der wunderschöne Pâtissier!“                                         | –       |
| 135 | 25. Juli 2007    | Hakarareta, Kon! Rangiku wa mite ita (はかられた、コン!乱菊は見ていた··), dt. „Kon wird betrogen! Rangiku auf der Lauer..“                       | –       |
| 136 | 8. Aug. 2007     | Weko Mundo nairan! Urukiora no shi (ウェコムンド内乱!ウルキオラの死), dt. „Bürgerkrieg in Hueco Mundo! Ulquiorras Tod“                           | –       |
| 137 | 15. Aug. 2007    | Akui no tatakai, Aizen no wana (悪意の戦い、藍染の罠), dt. „Kampf der Boshaften, Aizens Falle“                                                   | –       |
| 138 | 29. Aug. 2007    | Hueco Mundo saidō! Hitsugaya vs Yammy (ウェコムンド再動!日番谷vsヤミー), dt. „Hueco Mundo bewegt sich wieder! Hitsugaya vs Yammy“                | 229–231 |
| 139 | 5. Sep. 2007     | Ichigo vs Gurimujō, 11 byō no tatakai! (一護vsグリムジョー, 11秒の戦い), dt. „Ichigo vs Grimmjow, der 11 Sekunden-Kampf“                         | 231–234 |
| 140 | 12. Sep. 2007    | Sakubō no Urukiora, taiyō ga shizumu toki (策謀のウルキオラ、太陽が沈む時), dt. „Ulquiorras Plan, der Moment, in dem die Sonne untergeht“        | 234–236 |
| 141 | 19. Sep. 2007    | Sayonara…, Kurosaki-kun! (さよなら…,黒崎くん), dt. „Auf Wiedersehen…, Ichigio!“                                                                  | 237     |
| 142 | 26. Sep. 2007    | Genmei! Inoue Orihime no kyujutsu o kinzu (厳命!井上織姫ノ救出ヲ禁ズ), dt. „Strikter Befehl! Die verbotene Rettung der Orihime Inoue“            | 238–239 |
| 143 | 3. Okt. 2007     | Fukkatsu no Gurimujō (復活のグリムジョー), dt. „Grimmjows Wiedergeburt“                                                                          | 240–241 |
| 144 | 17. Okt. 2007    | Ishida·Chado, atarashiki chikara no taidō (石田·チャド、新しき力の胎動), dt. „Ishida und Chad, die Beschleunigung einer neuen Kraft“             | 241–243 |
| 145 | 24. Okt. 2007    | Esupāda shūketsu! Aizen no gozen kaigi (エスパーダ集結!藍染の御前会議), dt. „Die Espada versammeln sich! Aizens königliche Zusammenkunft“        | 244–245 |
| 146 | 31. Okt. 2007    | Sono na wa Neru! Fushigi na Arankaru tōjō (その名はネル!不思議なアランカル登場), dt. „Ihr Name ist Nel! Das Auftauchen eines seltsamen Arrancar“ | 246–247 |
| 147 | 7. Nov. 2007     | Menosu no mori! Kieta Rukia o sakase (メノスの森!消えたルキアを探せ), dt. „Der Menos-Wald! Die Suche nach der vermissten Rukia“                  | –       |
| 148 | 14. Nov. 2007    | Ashido, kako kara kita shinigami (アシド、過去から来た死神), dt. „Ashido, der Shinigami aus der Vergangenheit“                                   | –       |
| 149 | 21. Nov. 2007    | Kuzureiku mori, hyakuman no Menosu (崩れ行く森、百万のメノス), dt. „Durch den bröckelnden Wald, eine Million Menos“                              | –       |
| 150 | 28. Nov. 2007    | Chikai! Futatabi Ikite kono basho e (誓い!再び生きてこの場所へ), dt. „Eid! Lebendig zurück an diesem Ort“                                        | 248–249 |
| 151 | 5. Dez. 2007     | Fukiareru bōfū! Odoru Arankaru to no sōgū (吹き荒れる暴風!踊るアランカルとの遭遇), dt. „Der wütende Sturm! Begegnung mit dem tanzenden Arrancar“ | 250–251 |

## Kapitel 8 – Arrancar: Die erbitterte Schlacht
BLEACH 破面・激闘篇 Bleach: Arankaru Gekitō-hen
| Nr. | Erstausstrahlung | Titel | Kapitel      |
| --- | ---------------- | --- | ------------ |
| 152 | 12. Dez. 2007    | Ichigo hangeki! Koitsu ga ore no bankai da (一護反撃！こいつが俺の卍解だ), dt. „Ichigo schlägt zurück! Das ist mein Bankai“                                       | 252–254      |
| 153 | 19. Dez. 2007    | Akuma no kenkyū! Zaeruaporo no takurami (悪魔の研究！ザエルアポロの企み), dt. „Teuflische Forschung! Szayelaporros Plan“                                          | 254–256, 262 |
| 154 | 26. Dez. 2007    | Rukia to Kaien, kanashimi no saikai (ルキアと海燕、哀しみの再会), dt. „Rukia und Kaien, die traurige Wiedervereinigung“                                           | 263–264      |
| 155 | 9. Jan. 2008     | Rukia hangeki! Kesshi no kidō o hanate (ルキア反撃!決死の鬼道を放て), dt. „Rukia schlägt zurück! Benutze das verzweifelte Kidō“                                   | 264–267      |
| 156 | 16. Jan. 2008    | Ishida & Pesshe, Yūjō no Gattai Kōgeki (石田&ペッシェ、友情の合体攻撃), dt. „Ishida und Pesche, vereinter Angriff der Freundschaft“                               | 256–257      |
| 157 | 23. Jan. 2008    | Ishida no Kirifuda, Tamashii o Kirisaku Mono (石田の切り札、魂を切り裂くもの), dt. „Ishidas Trumpf, Seele Schneider“                                              | 258–259      |
| 158 | 30. Jan. 2008    | Kyojin no Uwan, Akuma no Sawan (巨人の右腕、悪魔の左腕), dt. „Der rechte Arm des Riesen, der linke Arm des Teufels“                                               | 260–261      |
| 159 | 6. Feb. 2008     | Sado Yasutora Shisu! Orihime no Namida (茶渡泰虎死す!織姫の涙), dt. „Yasutora Sado stirbt! Orihimes Tränen“                                                       | 262–267      |
| 160 | 13. Feb. 2008    | Yuigon – Kokoro wa Koko ni (遺言 心はここに), dt. „Testament – Dein Herz ist genau hier“                                                                          | 267–269      |
| 161 | 20. Feb. 2008    | Zankoku na Arankaru, Urukiora no Chōhatsu (残酷な破面、ウルキオラの挑発), dt. „Der grausame Arrancar, Ulquiorras Provokation“                                     | 269–270      |
| 162 | 27. Feb. 2008    | Warau Zaeruaporo, Renji Hōi Ami Kansei (笑うザエルアポロ、恋次包囲網完成), dt. „Szayelaporro lacht, das Netz für Renji ist komplett“                              | 270–272      |
| 163 | 5. März 2008     | Shinigami to Kuinshī, Kyōki to no Tatakai (死神とクインシー、狂気との戦い), dt. „Shinigami und Quincy, Kampf des Wahnsinns“                                       | 272–274      |
| 164 | 12. März 2008    | Ishida no Sakusen, Nijūbyō no Kōbō (石田の作戦,20秒の攻防), dt. „Ishidas Strategy, der 20-Sekunden-Kampf“                                                         | 275–277      |
| 165 | 19. März 2008    | Satsui Futtō! Kanki no Gurimujō (殺意沸騰!歓喜のグリムジョー), dt. „Die kochende Mordlust! Der freudige Grimmjow“                                                 | 278–280      |
| 166 | 9. Apr. 2008     | Shiryoku vs. Shiryoku! Horōkashita Ichigo (一死力VS死力!ホロウ化した一護), dt. „Verzweifelte Anstrengung vs. verzweifelte Anstrengung! Der hollowfizierte Ichigo“ | 281–283      |
| 167 | 16. Apr. 2008    | Ketchaku no Toki, Gurimujō no Saigo (決着の時、グリムジョーの最後), dt. „Der Moment der Entscheidung, Grimmjows Ende“                                             | 284–286      |

## Kapitel 13 – Zanpakutō: Die andere Saga
BLEACH 魄刀異聞篇, Bleach: Zanpakutō Ibun-hen
| Nr. | Erstausstrahlung | Titel | Kapitel |
| --- | ---------------- | --- | ------- |
| 230 | 28. Juli 2009    | Aratanaru teki! Zanpakutō jittaika (新たなる敵！斬魄刀実体化, dt. „Ein neuer Feind! Die Materialisierung der Zanpakutō“)                            | –       |
| 231 | 4. Aug. 2009     | Byakuya, sakura totomo ni shō yu (白哉、桜と共に消ゆ, dt. „Byakuya, verschwindet mit den Kirschblüten“)                                             | –       |
| 232 | 11. Aug. 2009    | Sode no Shirayuki VS Rukia! Kokoro no madoi (袖白雪vsルキア！心の惑い, dt. „Sode no Shirayuki vs. Rukia! Das verwirrte Herz“)                       | –       |
| 233 | 18. Aug. 2009    | Teki to natta Zangetsu (敵となった斬月, dt. „Zangetsu wird zum Feind“)                                                                              | –       |
| 234 | 25. Aug. 2009    | Renji kyōgaku!? Futari no Zabimaru (恋次驚愕!? 2人の蛇尾丸, dt. „Renji überrascht!? Die zwei Zabimarus“)                                            | –       |
| 235 | 1. Sep. 2009     | Gekitotsu! Hisagi vs Kazeshini (激突！檜佐木vs風死, dt. „Konfrontation! Hisagi vs. Kazeshini“)                                                      | –       |
| 236 | 8. Sep. 2009     | Hanate! Arata naru Getsuga Tenshō (放て！新たなる月牙天衝, dt. „Freilassung! Das neue Getsuga Tenshō“)                                              | –       |
| 237 | 15. Sep. 2009    | Soi Fon, zanpakutō o hōi seyo (砕蜂、斬魄刀を包囲せよ, dt. „Soifon, umzingelt die Zanpakutō“)                                                       | –       |
| 238 | 22. Sep. 2009    | Yūjō? Keno? Haineko & Tobiume (友情？嫌悪？灰猫＆飛梅, dt. „Freundschaft? Hass? Haineko & Tobiume“)                                                 | –       |
| 239 | 29. Sep. 2009    | Mezameyo Hyōrinmaru! Hitsugaya gekitou (目覚めよ氷輪丸！日番谷激闘, dt. „Das erwachende Hyōrinmaru! Hitsugayas erbitterter Kampf“)                  | –       |
| 240 | 6. Okt. 2009     | Uragiri no Byakuya (裏切りの白哉, dt. „Byakuyas Verrat“)                                                                                            | –       |
| 241 | 13. Okt. 2009    | Hokori no tame ni! Byakuya VS Renji (誇りのために！白哉VS恋次, dt. „Für den Stolz! Byakuya vs. Renji“)                                              | –       |
| 242 | 20. Okt. 2009    | Shinigami & zanpakutō, soushutsugeki (死神＆斬魄刀、総出撃, dt. „Shinigami und Zanpakutō, voller Einsatz“)                                          | –       |
| 243 | 27. Okt. 2009    | Ikkiuchi! Ichigo VS Senbonzakura (一騎打ち！一護VS千本桜, dt. „1 gegen 1! Ichigo vs. Senbonzakura“)                                                 | –       |
| 244 | 3. Nov. 2009     | Man o jishite…Kenpachi tōjō! (満を持して…剣八登場!, dt. „Der lang erwartete… Kenpachi taucht auf!“)                                                 | –       |
| 245 | 10. Nov. 2009    | Byakuya o oe! Konran no Gotei tai (白哉を追え！混乱の護廷隊, dt. „Verfolgt Byakuya! Die verwirrten Gotei-Truppen“)                                  | –       |
| 246 | 17. Nov. 2009    | Tokumu! Yamamoto sō taichō o kyūshutsu seyo! (特務！山本総隊長を救出せよ!, dt. „Spezialmission! Rettet General-Kommandant Yamamoto“)                | –       |
| 247 | 24. Nov. 2009    | Damasareta shinigami! Sekai hōkai no kiki (騙された死神！世界崩壊の危機, dt. „Die getäuschten Shinigami! Die Weltuntergangs-Krise“)                 | –       |
| 248 | 1. Dez. 2009     | Kōri no ryū to honō no ryū! Saikyō taiketsu! (氷の龍と炎の龍！最強対決!, dt. „Eisdrache und Feuerdrache! Showdown der Stärksten!“)                  | –       |
| 249 | 8. Dez. 2009     | Senbonzakura bankai! Gensei no koubō (千本桜卍解！現世の攻防, dt. „Senbonzakuras Bankai! Angriff und Verteidigung der Menschenwelt“)                | –       |
| 250 | 15. Dez. 2009    | Sono otoko: Kuchiki-ke yue ni (その男・朽木家ゆえに, dt. „Dieser Mann, um den Willen der Kuchiki-Familie“)                                          | –       |
| 251 | 22. Dez. 2009    | Yami no rekishi! Saikyō no shinigami, tanjō (闇の歴史！最凶の死神、誕生, dt. „Dunkle Vergangenheit! Der schlechteste Shinigami wurde geboren“)      | –       |
| 252 | 5. Jan. 2010     | Byakuya, uragiri ni kakusareta shinjitsu (白哉、裏切りに隠された真実), dt. „Byakuya, die Wahrheit hinter seinem Verrat“                             | –       |
| 253 | 12. Jan. 2010    | Akasareta Muramasa no shōtai (明かされた村正の正体), dt. „Muramasas wahre Identität wird aufgedeckt“                                                | –       |
| 254 | 19. Jan. 2010    | Byakuya to Renji, Rokubantai futatabi (白哉と恋次、六番隊再び), dt. „Byakuya und Renji, die Rückkehr der sechsten Einheit“                          | –       |
| 255 | 26. Jan. 2010    | Shūshō – Zanpakutō Ibun Hen (終章・斬魄刀異聞篇), dt. „Finales Kapitel – Zanpakuto: Die andere Saga“                                                | –       |
| 256 | 2. Feb. 2010     | Ikari no Byakuya! Kuchiki-ke Hōkai (怒りの白哉！朽木家崩壊), dt. „Der ärgerliche Byakuya! Zusammenbruch der Kuchiki-Familie“                        | –       |
| 257 | 9. Feb. 2010     | Aratana Teki! Tōjū no Shōtai (新たな敵！刀獣の正体), dt. „Ein neuer Feind! Das wahre Gesicht der Schwertbestien“                                    | –       |
| 258 | 16. Feb. 2010    | Maigo no Hebi, Junan no Saru (迷子の蛇 受難の猿), dt. „Streunende Schlange, gequälter Affe“                                                         | –       |
| 259 | 23. Feb. 2010    | Kyōfu! Chika ni Hisomu Kaibutsu (恐怖！地下に潜む怪物), dt. „Terror! Das Monster, das im Untergrund lauert“                                         | –       |
| 260 | 2. März 2010     | Ketchaku!? Hisagi tai Kazeshini (決着!?檜佐木VS風死), dt. „Beendigung? Hisagi vs Kazeshini“                                                         | –       |
| 261 | 9. März 2010     | Michinaru Nōryokusha! Nerawareta Orihime (未知なる能力者！狙われた織姫), dt. „Die Person mit der unbekannten Fähigkeit! Orihime ist die Zielperson“ |         |
| 262 | 16. März 2010    | Higeki no Tōjū! Haineko, Gōkyū! (悲劇の刀獣！灰猫、号泣!), dt. „Haineko weint! Die tragische Schwertbestie!“                                        | –       |
| 263 | 23. März 2010    | Yūhei?! Senbonzakura & Zabimaru (幽閉?!千本桜＆蛇尾丸), dt. „Gefangen?! Senbonzakura & Zabimaru“                                                    | –       |
| 264 | 30. März 2010    | Onna no Tatakai? Katen Kyōkotsu VS Nanao! (女の戦い？花天狂骨vs七緒!), dt. „Kampf der Frauen? Katen Kyōkotsu vs Nanao!“                             | –       |
| 265 | 6. Apr. 2010     | Shinka?! Saigo no Tōjū no Kyōi (進化!?最後の刀獣の脅威), dt. „Evolution? Die Bedrohung der finalen Schwertbestie“                                   | –       |